# 279226 Demisroussos
279226 Demisroussos è un asteroide della fascia principale. Scoperto nel 2009, presenta un'orbita caratterizzata da un semiasse maggiore pari a 2,9802714 au e da un'eccentricità di 0,1306643, inclinata di 6,12718° rispetto all'eclittica.
L'asteroide è dedicato al cantante greco Demis Roussos.